# Ryan Pulock
Ryan Pulock (* 6. Oktober 1994 in Dauphin, Manitoba) ist ein kanadischer Eishockeyspieler, der seit September 2013 bei den New York Islanders aus der National Hockey League unter Vertrag steht und für diese seit 2016 auf der Position des Verteidigers spielt.

## Karriere
Pulock verbrachte seine Juniorenzeit zwischen 2010 und 2014 bei den Brandon Wheat Kings in der Western Hockey League. Für das Team bestritt er in diesem Zeitraum 285 Spiele und erreichte 225 Scorerpunkte. Zweimal wurde er ins East First All-Star Team der Liga gewählt und im NHL Entry Draft 2013 an 15. Position von den New York Islanders aus der National Hockey League ausgewählt. Diese nahmen ihn im September 2013 schließlich unter Vertrag, beließen ihn aber bis Mitte April 2014 im Juniorenbereich.
Nach Beendigung seiner Juniorenkarriere kam der Verteidiger für den Rest der Saison 2013/14 bei den Bridgeport Sound Tigers in der American Hockey League zum Einsatz. Diese fungierten als Farmteam der Islanders. Auch die Spielzeit 2014/15 verbrachte er in der AHL. An deren Saisonende wurde Pulock ins AHL All-Rookie Team gewählt. Im Verlauf der Saison 2015/16 fand sich der Abwehrspieler erstmals im NHL-Kader New Yorks wieder und absolvierte dort inklusive der Play-offs 21 Spiele. Hauptsächlich stand er in diesem und dem folgenden Spieljahr aber weiter im Kader Bridgeports. Letztlich etablierte sich Pulock mit Beginn der Spielzeit 2017/18 im NHL-Aufgebot der Islanders und unterzeichnete nach der Saison 2019/20 im November 2020 einen neuen Zweijahresvertrag in New York, der ihm ein durchschnittliches Jahresgehalt von fünf Millionen US-Dollar einbringen soll. Diesen verlängerten die Islanders im Oktober 2021 vorzeitig um weitere acht Jahre, wobei er ab der Saison 2022/23 jährlich 6,15 US-Dollar erhalten soll.

### International
Für sein Heimatland spielte Pulock bei der World U-17 Hockey Challenge 2011 sowie der U18-Junioren-Weltmeisterschaft 2012 in Tschechien. Während er bei der World U-17 Hockey Challenge mit dem Team den sechsten Platz belegte, errang er bei der U18-Junioren-Weltmeisterschaft die Bronzemedaille. Dazu trug er in sechs Turniereinsätzen ein Tor und eine Vorlage bei.
Sein Debüt für die A-Nationalmannschaft gab Pulock im Rahmen der Weltmeisterschaft 2018 und belegte dort mit dem Team den vierten Platz.

## Erfolge und Auszeichnungen
- 2012 WHL East First All-Star Team
- 2014 WHL East First All-Star Team
- 2015 AHL All-Rookie Team
- 2016 Teilnahme am AHL All-Star Classic

### International
- 2012 Bronzemedaille bei der U18-Junioren-Weltmeisterschaft

## Karrierestatistik
Stand: Ende der Saison 2024/25

### International
Vertrat Kanada bei:
- World U-17 Hockey Challenge 2011
- U18-Junioren-Weltmeisterschaft 2012
- Weltmeisterschaft 2018

(Legende zur Spielerstatistik: Sp oder GP = absolvierte Spiele; T oder G = erzielte Tore; V oder A = erzielte Assists; Pkt oder Pts = erzielte Scorerpunkte; SM oder PIM = erhaltene Strafminuten; +/− = Plus/Minus-Bilanz; PP = erzielte Überzahltore; SH = erzielte Unterzahltore; GW = erzielte Siegtore; 1 Play-downs/Relegation; Kursiv: Statistik nicht vollständig)